# Ингушская диаспора
Ингушская диаспора — сообщество ингушей, проживающих за пределами Ингушетии, в частности, в различных регионах России, а также в некоторых странах Европы, Средней Азии и Ближнего Востока. Насчитывает в общей сложности до двухсот тысяч человек. Возникла в результате эмиграции и насильственного переселения ингушей в ходе различных военных и общественно-политических событий и процессов, происходивших во второй половине XIX века, в XX веке и в первом десятилетии XXI века.
После Кавказской войны в 1865 году часть ингушей совершили переселение (мухаджирство) в Османскую империю. Всего из Ингушетии, в частности из двух ингушских обществ: Карабулакского и Назрановского, переселилось 1454 семьи. Потомки тех переселенцев образуют ингушские диаспоры в Турции, Иордании и Сирии.
В послереволюционный период в России некоторая часть ингушей, которые не хотели мириться с властью большевиков, эмигрировали в Европу. Среди них были активные общественные и политические лидеры Северного Кавказа Магомет Джабагиев, его брат Вассан-Гирей Джабагиев, журналист Джемалдин Албогачиев, полковник Муртазала Куриев и многие другие. Все они входили в общественно-политические союзы в Париже, Варшаве, Стамбуле и Берлине и занимались издательско-публицистической деятельностью. После окончания Второй мировой войны последовала вторая волна эмиграции представителей ингушского народа в Европу.
23 февраля 1944 года весь ингушский народ был насильственно выселен и отправлен в ссылку в Среднюю Азию. В 1957 году депортированным народам было разрешено вернуться на прежнее место жительства. Большинство ингушей вернулось на родину, однако, часть осталась жить в Казахстане и Киргизии.